# Мало Мрашево
Мало Мрашево (словен. Malo Mraševo) — поселення в общині Кршко, Споднєпосавський регіон, Словенія. Висота над рівнем моря: 151,6 м.